# 183-тя фольксгренадерська дивізія (Третій Рейх)
183-тя фольксгренадерська дивізія (Третій Рейх) (нім. 183. Volksgrenadier-Division) — піхотна дивізія народного ополчення (фольксгренадери), що входила до складу вермахту на завершальному етапі Другої світової війни. Дивізія сформована у вересні 1944 року шляхом переформування 564-ї фольксгренадерської дивізії й билася на Західному фронті до капітуляції наприкінці війни у Рурському «мішку».

## Історія
183-тя фольксгренадерська дивізія була сформована 15 вересня 1944 року у навчальному центрі Доллершейм (нім. Trüppenübungsplatz Döllersheim) в Нижній Австрії під час 32-ї хвилі мобілізації Вермахту. Формування дивізії здійснювалося на фондах 564-ї фольксгренадерської дивізії, яку доукомплектовували допоміжним персоналом небойових частин Крігсмаріне та Люфтваффе. 16 вересня дивізію перевели з Лінца на Західний фронт, де вона увійшла у підпорядкування групи армій «D».
18-19 вересня 1944 року підрозділи дивізії вперше вступили в бій поблизу Гайленкірхена, прикриваючи відступ 275-ї піхотної дивізії. У взаємодії з формуваннями 49-ї піхотної дивізії фольксгренадерам вдалося загальмувати наступ союзних військ на підступах до Гангельта.
16 листопада 9-та американська армія генерала Вільяма Сімпсона за планом операції «Квін» взяла участь у наступі на німецькі позиції між річками Вурм та Рур. Основною метою американців було подолання Руру у Лінніху, що відкривало б шлях до Кельна. 330-й фольксгренадерський полк 183-ї фольксгренадерської дивізії утримував лінію фронту на ділянці Фловеріха-Ловеріх-Зеттеріх, де американці силами 2-ї бронетанкової дивізії завдавали головний удар. У другій половині дня 330-й полк був фактично знищений, більше п'ятсот «гренадерів» з 1000 особового складу потрапили в американський полон. Всього вбитих та поранених не можна було оцінити, але вважається, що в частині залишилось не більше 250 осіб.
Наступ, який німці назвали «третьою битвою при Аахені» (нім. Dritte Schlacht um Aachen), тривав до середини грудня. У цей період німецькі підрозділи в районі проводили постійні контратаки. До 21 листопада, після п'яти днів серйозних боїв, кількість загиблих у складі 183-ї дивізії стала критичною, і дивізія не змогла продовжувати ведення бойових дій як повноцінне формування. Війська 183-ї фольксгренадерської дивізії, що залишилися, поділилися серед інших німецьких дивізій, 9-ї танкової та 15-ї панцергренадерської дивізій, які були в районі на схід від Гайленкірхена.
Рештки дивізії були відведені в тил, де увійшли до корпусу Фельбера 15-ї армії, а напередодні Нового 1945 року їх включили до XII корпусу СС. Дивізія оборонялася на рурському напрямку й брала участь в оборонних боях в Рурському «мішку» до кінця квітня 1945 року, доки головні сили групи армій «B», генерал-фельдмаршала Вальтера Моделя не капітулювали англо-американським військам.

## Райони бойових дій
- Німеччина (вересень 1944 — квітень 1945).

## Командування

### Командири
- генерал-лейтенант Вольфганг Ланге (нім. Wolfgang Lange) (15 вересня 1944 — 1 травня 1945);
- генерал-майор Гінріх Варрельман (нім. Hinrich Warrelmann) (1 — ? 1945).

### Підпорядкованість
| Час       | Корпус                | Армія              | Група армій (округ) | Штаб            |
| --------- | --------------------- | ------------------ | ------------------- | --------------- |
| 1944      |                       |                    |                     |                 |
| вересень  | формування            | формування         | Група армій «D»     | Гайленкірхен    |
| жовтень   | II тк СС              | 7-ма армія         | Група армій «B»     | Аахен           |
| 17 жовтня | XII корпус СС         | 5-та танкова армія | Група армій «B»     | Аахен           |
| грудень   | XXXXVII тк            | 5-та танкова армія | Група армій «B»     | Аахен           |
| 17 грудня | Командування «Вогези» | 5-та танкова армія | Група армій «B»     | Аахен           |
| 1945      |                       |                    |                     |                 |
| січень    | XII корпус СС         | 15-та армія        | Група армій «B»     | Аахен           |
| квітень   | LVIII тк              | 5-та танкова армія | Група армій «B»     | Рурський регіон |

## Склад
| 1944                                   |
| -------------------------------------- |
| 330-й гренадерський полк               |
| 343-й гренадерський полк               |
| 351-й гренадерський полк               |
| 219-й артилерійський полк              |
| 219-й протитанковий дивізіон           |
| 246-й інженерний батальйон             |
| 219-те дивізійне управління постачання |
| 219-й дивізійний батальйон зв'язку     |
| 219-й запасний батальйон               |